# Mesophyllum pulchrum
Mesophyllum pulchrum (Weber-van Bosse & Foslie) Lemoine, 1928  é o nome botânico  de uma espécie de algas vermelhas  pluricelulares do gênero Mesophyllum, subfamília Melobesioideae.
- São algas marinhas encontradas nas Filipinas.

## Sinonìmia
- Lithothamnion pulchrum  Weber-van Bosse & Foslie, 1901.